# 吳鸞旂
吳鸞旂（1862年—1922年），字泮水，號魯齋，祖籍福建漳州龍溪，臺灣彰化縣藍興堡（後改隸臺灣縣）出身，父親為吳景春。他是臺灣中部的著名仕紳，與林獻堂之父林文欽為表兄弟。

## 生平

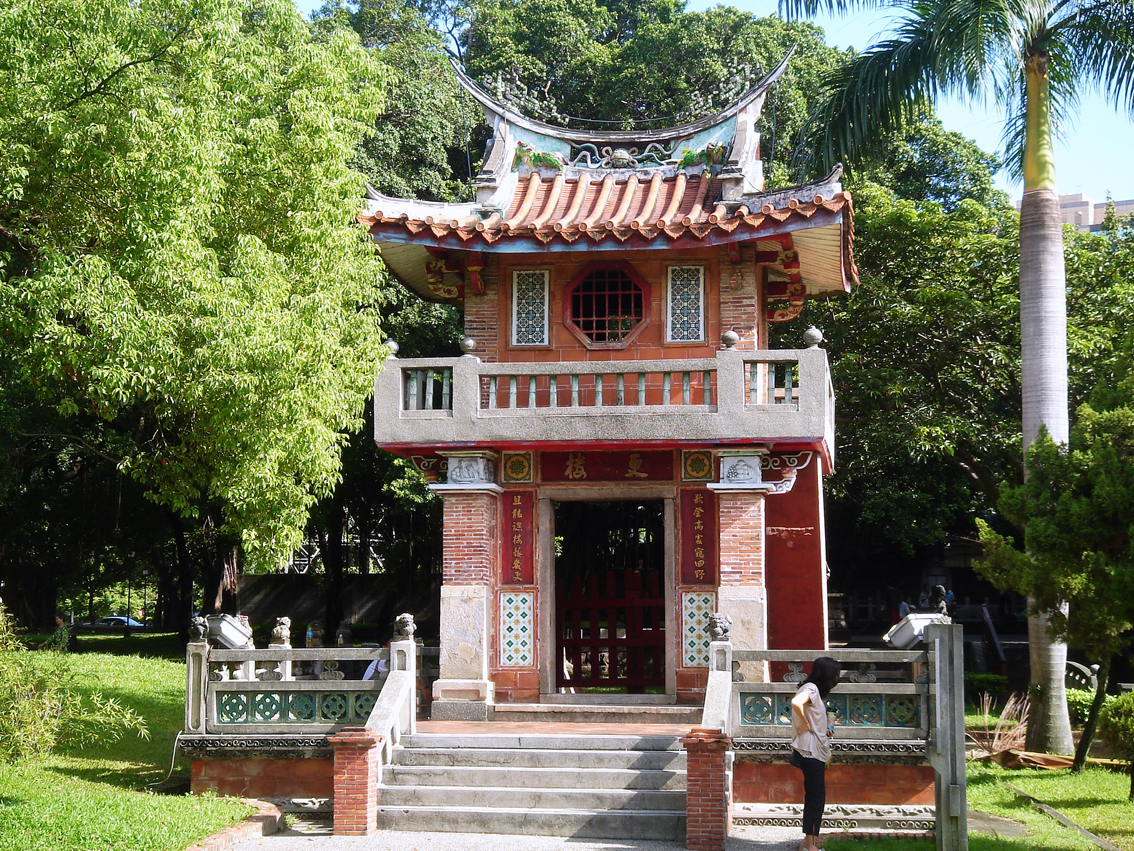
吳鸞旂公館的更樓

### 早年經歷
吳鸞旂出生於清同治元年（1862年），系出台南吳郡山家族的一支，祖父吳國圭以彰化縣藍興堡一帶（今台中市太平區一帶）為據點進行開墾，為吳家拓墾台中的開基祖，父親吳懋建則在此基礎上繼續發展產業。母親林純仁則為霧峰林家林甲寅之女。
1864年，吳懋建於福建漳州逝世，林純仁母兼父職，承接家族產業。林純仁對家中財產皆親自核整，且善於理財，因而致富。因此，吳鸞旂自幼成長於良好的經濟及教養環境，自幼入縣學讀書。光緒十五年（1889年）捐納為貢生，後升為分部主事，時人稱「吳部爺」。

### 協助建省
光緒11年（1885年），台灣建省。臺灣巡撫劉銘傳數度訪查藍興堡下橋仔頭後，確定於現今台中市一帶建立省城。財力雄厚的吳鸞旂授命為董工總理，負責督造城廓。為籌措建省的財源，吳鸞旂協助劉銘傳進行台灣中部的清賦工作，並隨林朝棟平定因清賦不公引發的施九緞事件。

### 日治時期
1895年，乙未割臺。日本人為了鞏固在台灣的統治力量，積極拉攏地方仕紳。當時擁有土地800甲的吳鸞旂，自然也成為日人積極攏絡的對象之一。明治29年（1896年）吳氏擔任臺中縣聯甲總局辦事員，隔年擔任地方招安委員，與日本政府建立良好的政商關係。明治30年（1897年），吳鸞旂授佩紳章。1898年敘勳六等，擔任臺中縣參事，1901年改任臺中廳參事。1917年任臺中會員總代 ，1920年任臺中州協議會員。

## 投資產業
吳鸞旂家族為台灣少數的富豪之一，且與霧峰林家具有密切的姻親關係，因此在日治時期常可見到兩家族的事業合作。吳鸞旂在日治時期主要從事土地開發和米穀買賣，並拓及其他領域。在農業方面，吳鸞旂與林月汀、 林獻堂、林階堂等人成立「布嶼拓殖株式會社」，以經營農業為宗旨。
明治38年（1905年）， 吳汝祥籌組彰化銀行，吳鸞旂出任董事一職。又曾任臺灣拓殖株式會社董事長。

## 資助建設
除了台灣省城的建造之外，吳鸞旂在台中的建設頗豐。早在清領時期，吳氏即倡建宏文書院。日治時期也資助台中中學（今台中一中）的設立。此外也協助修建彰化節孝祠、臺中市城隍廟、樂成宮、寶覺寺等等。

### 宗教
清光緒十二年（1886年），吳鸞旂倡建彰化節孝祠 ，任「分部主事」及「董事」。清光緒十五年（1889年）捐建臺中市城隍廟創建捐輸及任職重建委員。後陸續修建樂成宮、寶覺寺等等。

### 產業
日治時期，日本人相中臺中市城隍廟的土地，吳鸞旂捐地予建設帝國製糖株式會社，並取得部分股權。與姊夫林染春負責拆除城隍廟，並遷建於忠孝路巷內現址。

### 教育
光緒十三年（1887年）吳鸞旂等人倡建宏文書院，任董事。日治時期也資助台中中學（今台中一中）的設立。

## 遺緒

### 吳鸞旂公館
吳鸞旂於修建省城時同時修建其公館，位址於今台中車站後站一帶，據記載公館面積約1500坪，為三合院型式興築，兩落四護龍格局，坐西南朝東北。正身前有歇山頂軒亭，南側外護龍有一軒亭突出於水池上，形成水榭建築，是當時中部代表性的宅院之一。然而，吳鸞旂逝世之後，長子吳子瑜因籌款赴中國於昭和10年（1935年）將公館轉售基隆採礦富豪顏欽賢。第二次世界大戰後，顏欽賢於1955年廉價售出公館土地給政府供興建孔廟，但部分房舍被做為公務人員宿舍以及戰後建物被住戶占用成為大雜院，因而政府建孔廟另尋他地。1985年因地上佔住戶糾葛，經法院強制拆除夷為空地。原址先為德安購物中心，今為大魯閣新時代購物中心。現僅存更樓一座，移存今台中公園。

### 吳鸞旂墓園
大正十一年（1922年）吳鸞旂去世，其子吳子瑜始返臺，並依其父遺囑在太平冬瓜山吳家花園興建墓園。

## 家庭
- 父：吳懋建
- 母：林純仁
  - 長兄：吳葆旂
  - 大姊：吳杏元
- 元配：許氏
  - 長女：吳映雪
  - 長子：吳子瑜
- 二房：林梅
  - 次子：吳東珠
  - 四子：吳東海（養子）
- 三房：何月英
  - 三子：吳東漢